# Зіновенко
Зіновенко — українське прізвище на -енко.  Утворене від імені Зіновій.

## Відомі носії
- Зіновенко Анатолій Миколайович (нар. 13 березня 1961) — український актор театру, кіно, телебачення та дубляжу.
- Зіновенко Тетяна Миколаївна (нар. 9 липня 1963, Київ, УРСР) — українська акторка театру, кіно, телебачення та дубляжу.
- Зіновенко Анастасія Анатоліївна (нар. 5 липня 1990, Київ, УРСР) — українська акторка кіно та дубляжу.
- Зіновенко Єлизавета Анатоліївна (нар. 28 червня 1997, Київ, Україна) — українська акторка кіно та дубляжу.
- Зіновенко Микола Миколайович (1965—2023)  — солдат Збройних сил України, учасник російсько-української війни.